# Clark Boom
Clark Boom é o extended play (EP) de estreia da drag queen brasileira Lia Clark. Foi lançado em 29 de setembro de 2016 de forma independente.

## Antecedentes e gravação
Após o sucesso da canção "Trava Trava" em 2016, a demanda pelo trabalho de Clark cresceu, e a artista revelou planos de lançar um EP completo. A gravação ocorreu paralelamente com a turnê "Trava Trava", e a produção foi assinada por Pedrowl.

## Singles
"Trava Trava" foi lançado como primeiro single em 21 de janeiro de 2016. "Clark Boom" e "Chifrudo", com a participação especial de Pepita, vieram na sequência, em 22 de setembro de 2016 e 26 de janeiro de 2017, respectivamente. Um remix de "Tome Curtindo" com a participação de Pabllo Vittar foi lançado em 16 de maio de 2017 – a faixa, porém, não estava incluída no EP na versão de dueto, apenas na solo. "Boquetáxi" foi liberado como quinto e último single em 25 de julho de 2017.

## Lista de faixas
| N.º            | Título                                           | Compositor(es)                     | Duração |  |
| 1.             | "Clark Boom"                                     | Mateus Carrilho Lia Clark          | 3:14    |  |
| 2.             | "Trava Trava"                                    | Lia Clark Pedro Lima Vitor Martins | 2:48    |  |
| 3.             | "Chifrudo" (com a participação de Mulher Pepita) | Lia Clark                          | 3:09    |  |
| 4.             | "Tome Curtindo"                                  | Lia Clark Vitor Martins            | 2:26    |  |
| 5.             | "Baile de Boneca"                                | Mateus Carrilho Lia Clark          | 2:35    |  |
| 6.             | "Boquetáxi"                                      | Lia Clark Pedro Lima               | 3:25    |  |
| 7.             | "Trava Trava" (Extended remix)                   | Lia Clark Pedro Lima Vitor Martins | 3:19    |  |
| Duração total: | Duração total:                                   | Duração total:                     | 21:52   |  |